# Johannes Baptist Sägmüller
Johannes Baptist Sägmüller (* 24. Februar 1860 in Winterreute; † 22. Oktober 1942 in Tübingen) war ein deutscher Geistlicher und Kirchenrechtler.

## Leben
Nach der Priesterweihe 1884 in Rottenburg war er Expositurvikar in Alpirsbach. 1887 wurde er Repetent für Kirchenrecht an der Katholisch-Theologischen Fakultät in Tübingen. Nach der Promotion an der Philosophischen Fakultät mit einer Arbeit über „Die Papstwahlen und die Staaten von 1447 bis 1555“ wurde er 1893 außerordentlicher Professor für mittelalterliche Geschichte in der Philosophischen Fakultät und 1896 Ordinarius für Kirchenrecht und Pädagogik in der Katholisch-Theologischen Fakultät.
Er war Mitglied der Theologengesellschaft Danubia Tübingen sowie Ehrenmitglied der katholischen Studentenverbindungen KStV Alamannia Tübingen im KV (ab 1898) und AV Cheruskia Tübingen im CV (ab 1907).

## Schriften (Auswahl)
- Die Papstwahlen und die Staaten von 1447 bis 1555 (Nikolaus V. bis Paul IV.). Eine kirchenrechtlich-historische Untersuchung über den Anfang des staatlichen Rechtes der Exklusive in der Papstwahl. Laupp, Tübingen 1890 (Nachdruck: Scientia, Aalen 1967).

- Die Papstwahlbullen und das staatliche Recht der Exklusive. Tübingen 1892.
- Die Thätigkeit und Stellung der Cardinäle bis Papst Bonifaz VIII. Historisch-canonistisch untersucht und dargestellt. Freiburg im Breisgau 1896.
- Die Entwicklung des Archipresbyterats und Dekanats bis zum Ende des Karolingerreichs. Tübingen 1898.
- Die kirchliche Aufklärung am Hofe des Herzogs Karl Eugen von Württemberg (1744-1793). Ein Beitrag zur Geschichte der kirchlichen Aufklärung. Herder, Freiburg im Breisgau 1906.
- Der Rechtsanspruch der katholischen Kirche in Deutschland auf finanzielle Leistungen des Staates. Herder, Freiburg im Breisgau 1913.
- Der Apostolische Stuhl und der Wiederaufbau des Völkerrechts und Völkerfriedens. Freiburg im Breisgau 1919.
- Lehrbuch des katholischen Kirchenrechts. Vier Bände. 4. Aufl. Herder, Freiburg im Breisgau 1925–1934.